# Crno i belo
Crno i belo (makedonska: Црно и бело, Crno i belo), eller Black and White, är en musiksingel från den makedonska sångerskan Kaliopi. Låten representerade Makedonien vid Eurovision Song Contest 2012 i Baku i Azerbajdzjan. Kaliopi har själv skrivit låttexten medan musiken är komponerad av Romeo Grill. Låten presenterades för första gången den 29 februari 2012 i ett speciellt TV-program där Kaliopi först sjöng några av sina mest kända låtar och några covers innan hon presenterade sitt hemlands bidrag på både makedonska och engelska. Den officiella musikvideon hade premiär den 18 mars. Låten framfördes i den andra semifinalen den 24 maj. Bidraget tog sig därifrån vidare till finalen som hölls den 26 maj. Där hade bidraget startnummer 22 och hamnade på 13:e plats med 71 poäng.

## Versioner
1. "Crno i belo" – 3:02[6]
2. "Crno i belo" (karaokeversion) – 3:00[7]
3. "Black and White"